# A mi manera
A mi manera fue un programa español de televisión, emitido por TVE en la temporada 1989-1990 y presentado por Jesús Hermida y María Teresa Campos, emitido de lunes a viernes en horario de tarde de 15'30 a 18 horas, en sustitución del clásico La tarde.

## Formato
El espacio se corresponde con el típico formato de magacín, que ya había firmado su director en el precursor matutino Por la mañana (1987-1989). En el programa se combinaban actuaciones musicales, concursos, tertulias políticas y sociales, entrevistas y poe la emisión de series norteamericanas como Las chicas de oro o Cheers y telenovelas latinoamericanas como Cristal, con la presentación de Chari Gómez Miranda en el papel de Doña Adelaida.

## Colaboradores
Hermida contó para su programa con buena parte de los periodistas que le había acompañado durante el mencionado Por la mañana: Nieves Herrero, Irma Soriano...así como nuevos rostros de la pantalla como Goyo González, Cristina Morató y Concha Galán. 
En la tertulia del espacio, se contaba con la presencia de Ladislao Azcona, Amparo Rivelles, Antonio Gala y espacialmente Camilo José Cela, que dio su primera entrevista en este programa tras la concesión del Premio Nobel de Literatura.
El 16 de abril de 1990, cuando Hermida fue designado para conducir el Telediario nocturno, la presentación del programa pasó a manos de María Teresa Campos, que lo condujo hasta su cancelación definitiva el 2 de junio de 1990, incorporando a su vez nuevos presentadores como Terelu Campos.

## Premios
Hermida consiguió el Premio Ondas por la presentación del espacio. y Nieves Herrero el TP de Oro.